# Nissan Note
Le Nissan Note est un minispace du constructeur automobile japonais Nissan, produit depuis 2004.
Il connait trois générations, dont les deux premières sont commercialisées en Europe entre 2006 et 2017.

## Première génération (2004-2013)
Le Nissan Note est un monospace citadin, appelé aussi minispace à 5 portes et 5 places, élaboré sur la plate-forme des Renault Clio, Renault Modus, Nissan Micra et Nissan Cube.
Le Note avait été annoncé par le show car Nissan Tone au Mondial de l'automobile Paris en octobre 2004.
Sa carrière s'effectue essentiellement au Japon et en Europe.
Le Note démarre sa production au Japon en décembre 2004 et est commercialisé dans le pays dès le début 2005, puis au printemps 2006 en Europe. Le modèle restylé est commercialisé en Europe en mars 2009 avec l'apparition d'un nouveau système GPS tactile, Nissan Connect. La banquette coulissante est installée sur toutes les versions permettant, en version 5 places, de faire varier le volume du coffre de 280 à 437 litres.
La gamme comprend, en Europe, des blocs essence d'origine Nissan et le 1.5 dCi (diesel) de Renault.
Ses principaux concurrents sont le Renault Modus, l'Opel Meriva, le Citroën C3 Picasso ou encore le Kia Soul.
Diamètre de braquage : 11 m
Consommation mixte (selon normes européennes) :
1.4 : 6,3 l/100 km
1.6 : 6,6 l/100 km
1.5 dCi 86 : 4,5 l/100 km
1.5 dCi 106 : 5,1 l/100 km
1.5 dCi 90 pour les versions Euro V
Émissions de CO2 (en g/km) : 110-159
Durée de la garantie : 3 ans/100 000 km
Périodicité entretien : 20 000 km ou 1 an (1.4 & 1.5 dCi 86, 90 ou 106 ch) 30 000 km ou 2 ans (1.6 110 ch)

### Le premier Note au Japon
Lancé dès janvier 2005 au Japon c'est-à-dire plus d'un an avant sa sortie en Europe, le Note y a mené une très bonne carrière. Ses boucliers différents font qu'il est plus court au Japon : 3,99 m à sa sortie, puis 4,02 m après son restylage.
En 2005, il est la deuxième Nissan la plus diffusée au Japon, derrière la Tiida. Avec près de 94 000 ventes, il se place neuvième sur le marché, toutes catégories confondues.
Le Note a aussi profité d'un restylage un an plus tôt au Japon qu'en Europe : dès janvier 2008.
Adaptée à la demande japonaise, le Note nippone ne dispose pas de diesel ni de boîte manuelle. Elle propose deux moteurs essence, en traction ou 4 roues motrices.

## Deuxième génération (depuis 2012)
La deuxième génération de Note est sortie en septembre 2012 au Japon où sa carrière a bien démarré. Elle est, pour l'année 2013, en tête des ventes de Nissan au Japon, place qui était occupée par le monospace Serena depuis 2006. Elle se positionne en concurrente directe de la Honda Jazz.
Les cotes extérieures du Note deuxième génération sont presque similaires à celles de la première génération et l'empattement en est conservé. La carrosserie a toutefois été totalement redessinée et les motorisations sont en partie nouvelles.
Le moteur essence est le 1,2 litre atmosphérique ou à compresseur apparu en 2010 sur la dernière génération de March (Micra en Europe). Au Japon toujours, Nissan propose comme d'habitude le choix entre traction ou 4 roues motrices mais impose la transmission à variateur (CVT).
La carrière européenne de la deuxième génération de Nissan Note débute en septembre 2013. Au 1,2 litre diffusé au Japon, la gamme européenne ajoute le 1.5 dCi (diesel) d'origine Renault. En Europe, Nissan ne propose pas les 4 roues motrices tandis la transmission standard est une boîte manuelle à 5 vitesses, le CVT n'étant réservé, contre supplément, qu'au 1,2 litre essence compresseur de 98 ch.
Le Note est, pour la première fois, diffusé en Amérique du Nord, sous l'appellation Versa Note. Elle dispose alors d'un 1,6 litre de 109 ch, associé à une boîte manuelle 5 ou 6 vitesses ou au variateur CVT.
Fin 2016, le Nissan Versa Note gagne un restylage. Le Note quitte le marché Européen début 2017, sans avoir reçu de restylage. La Micra de cinquième génération remplace partiellement le Note.
La production pour l'Amérique du Nord continue au Mexique jusqu'en 2019. Le Note y est remplacé par le Nissan Kicks.
Au Japon, la seconde génération de Note est produite jusqu'en décembre 2020, et est remplacée par une troisième génération. La production de la seconde génération continue toutefois en Thaïlande.

## Troisième génération (Depuis 2020)
La troisième génération de Note, basée sur la plate-forme CMF-B, a été dévoilée le 24 novembre 2020 et est commercialisée dès le mois suivant. Initialement destinée au marché Japonais, sa version e-Power est également vendue à Singapour et à Hong Kong. En 2024, elle subit un restylage,. 

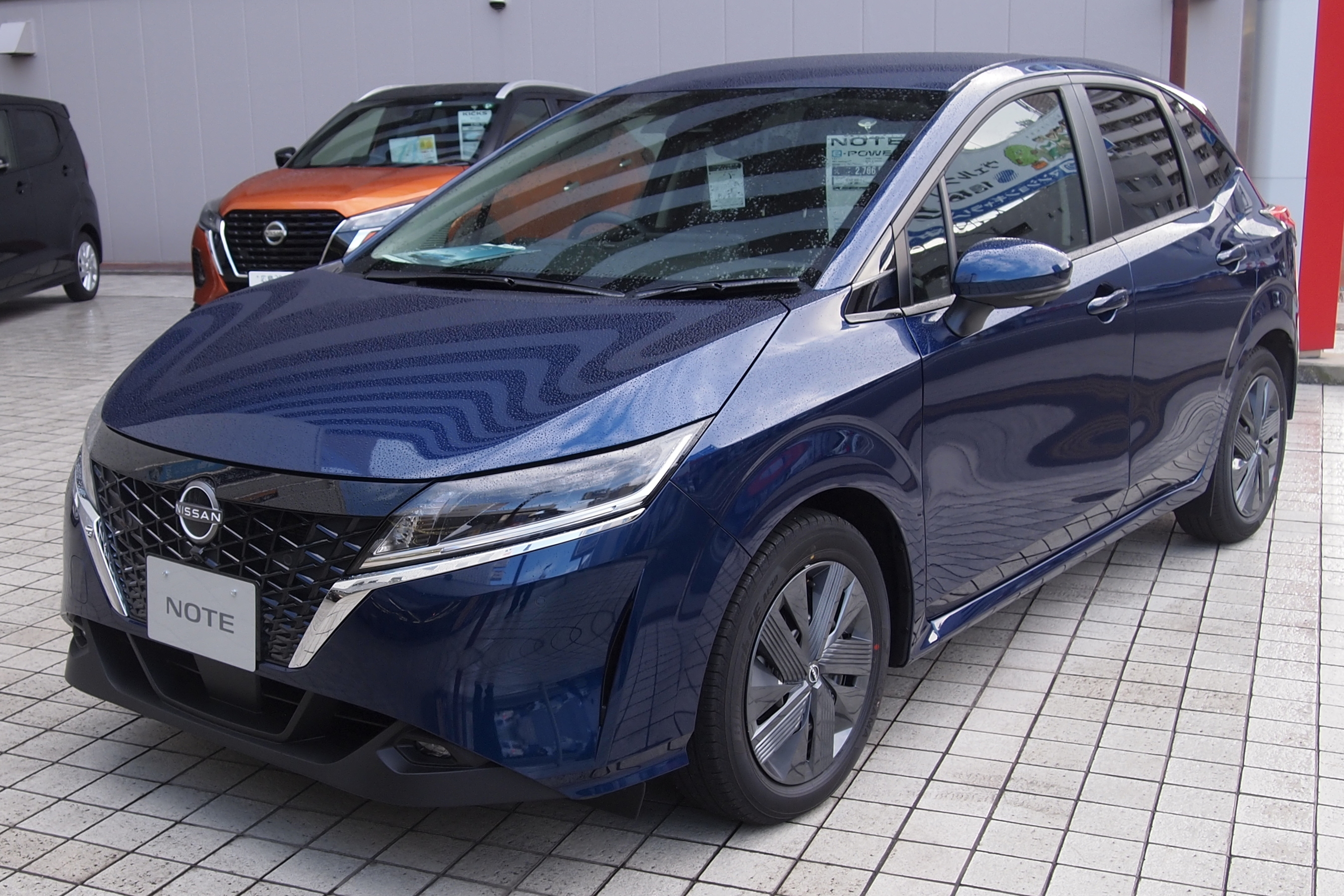
Avant - Phase I
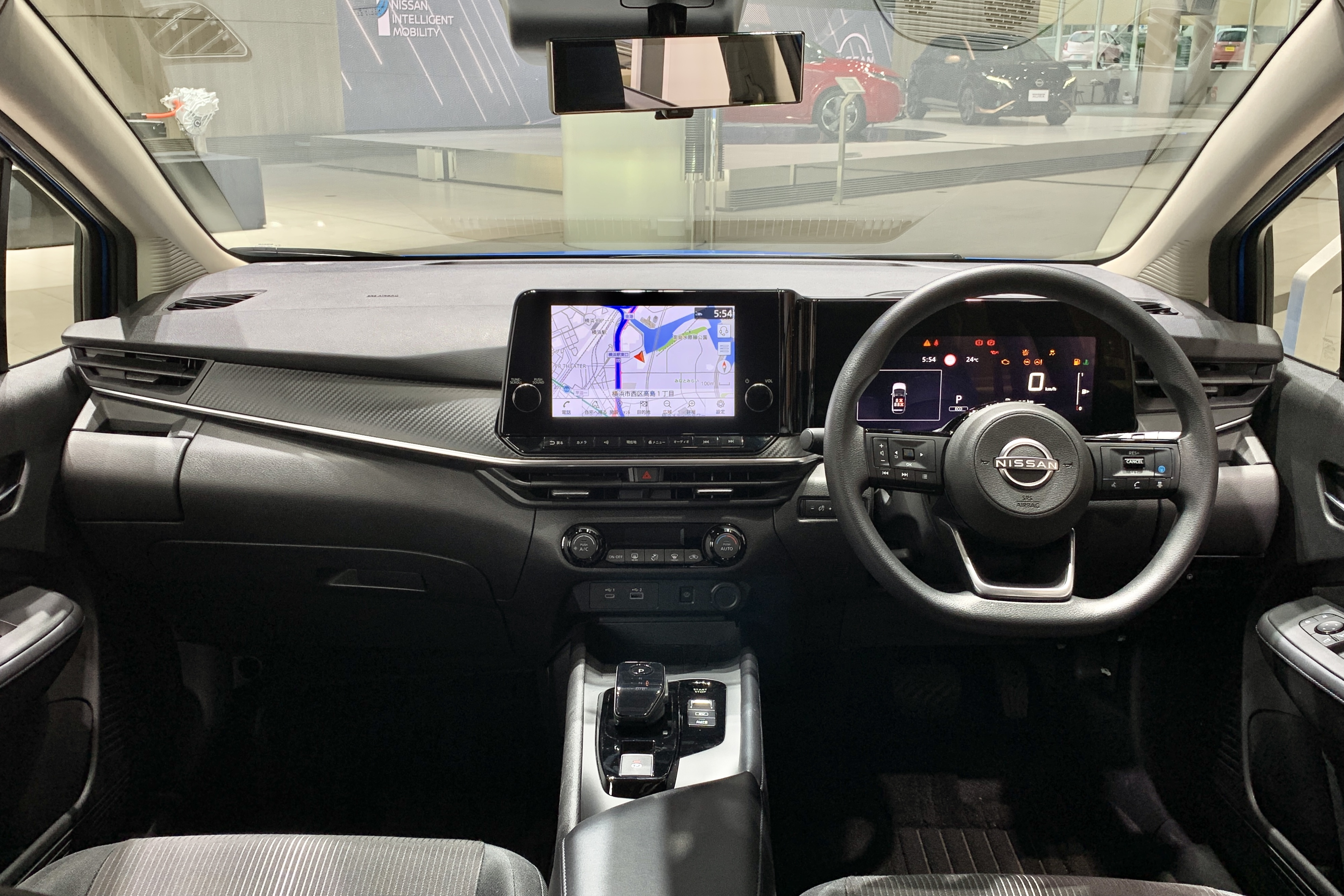
Intérieur
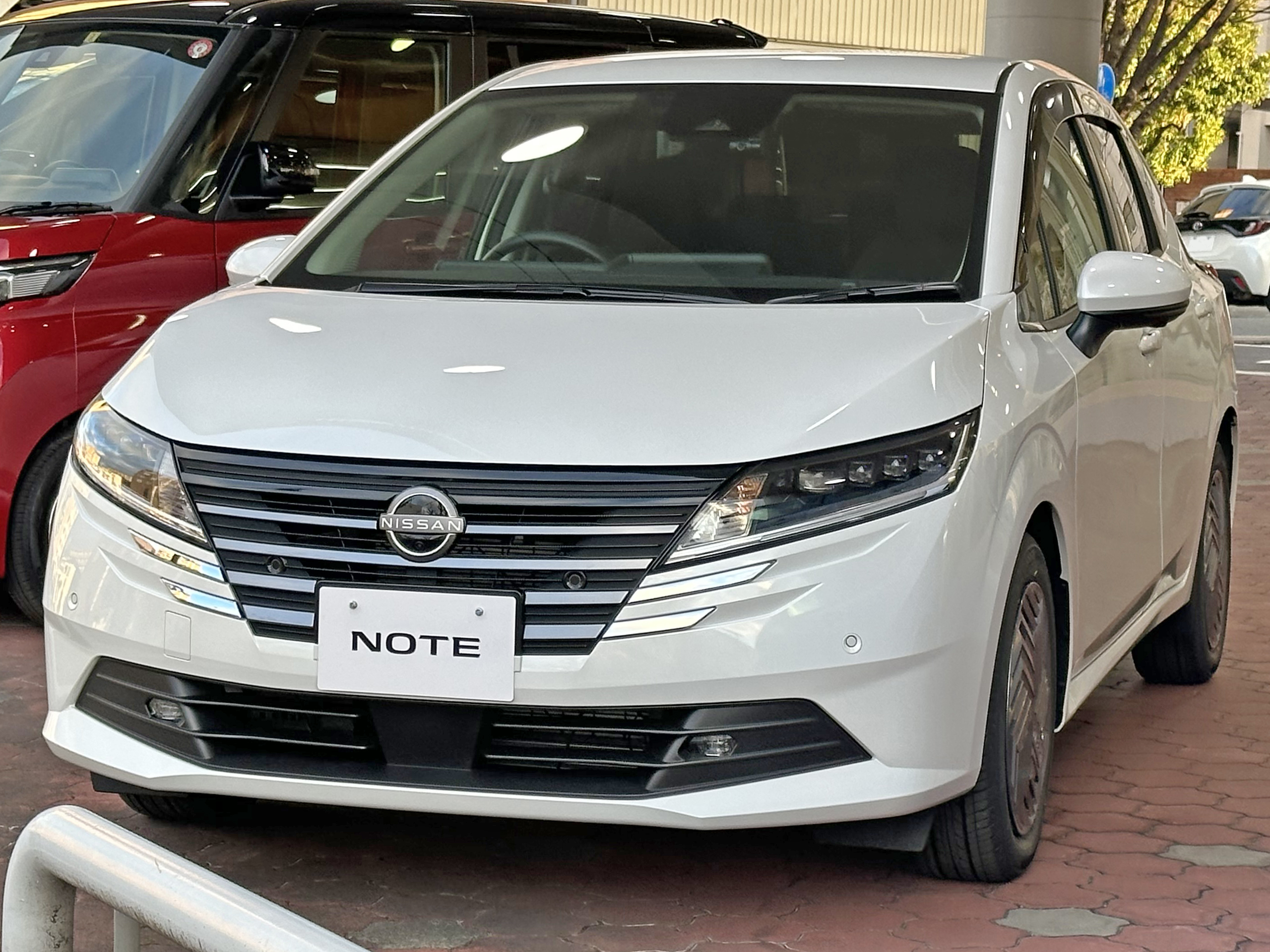
Avant - Phase II

### Note Aura
Une version haut de gamme appelée Note Aura a été introduite en juin 2021.

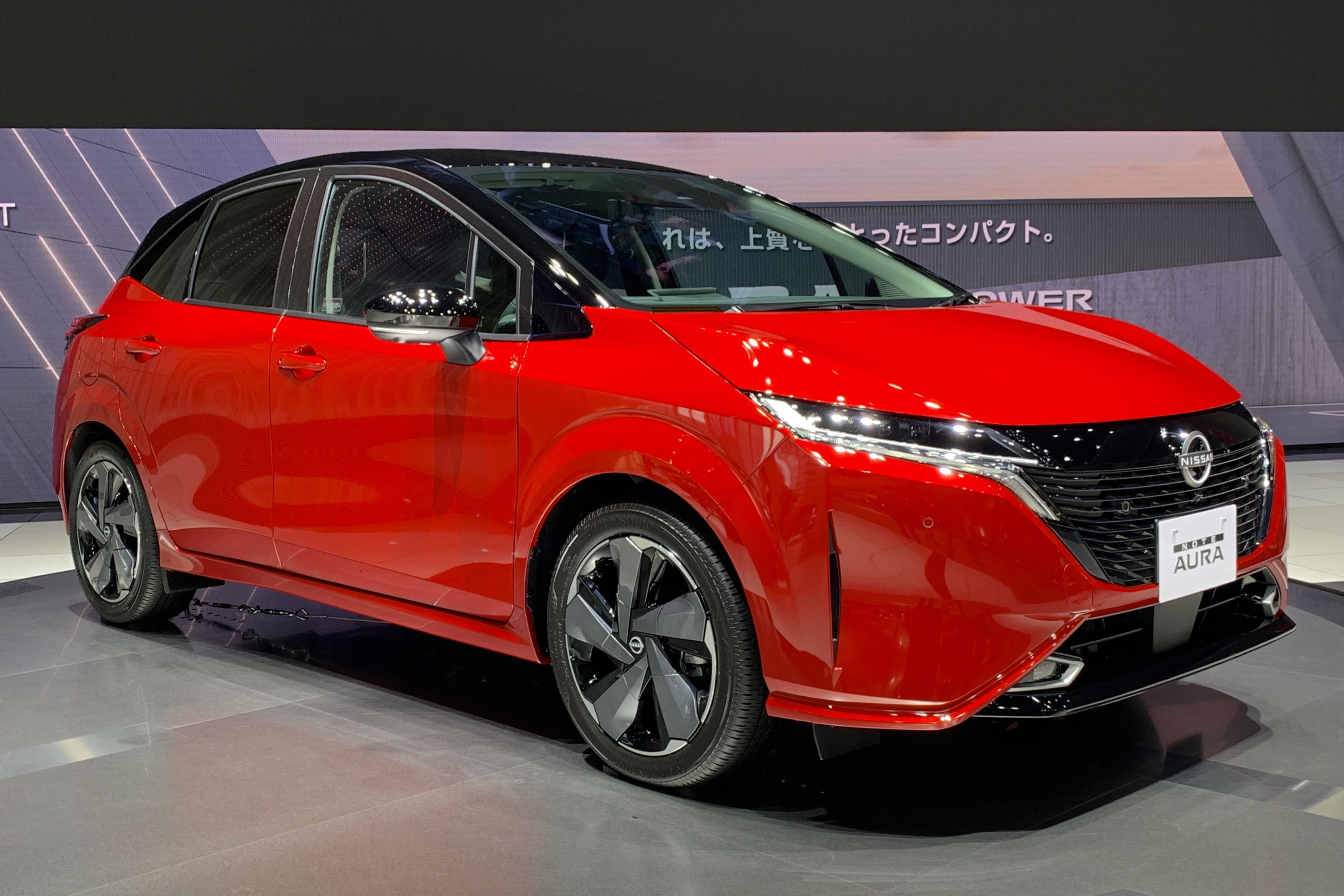
Avant
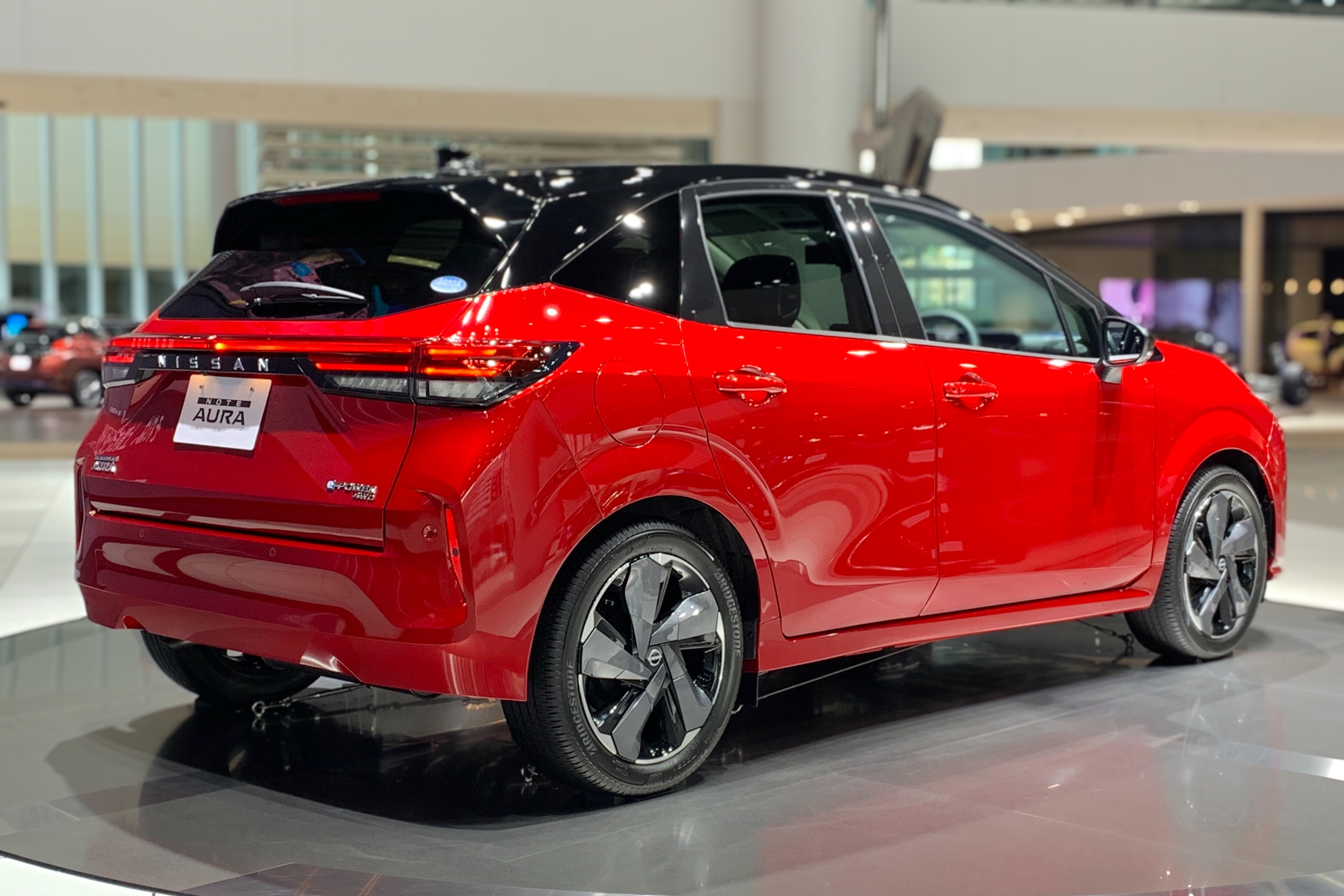
Arrière

### Note Autech Crossover
La Note Autech Crossover est une version du Note avec une carrosserie crossover, commercialisée à partir d'octobre 2021. Elle est réhaussée de 25 mm par rapport au Note standard.

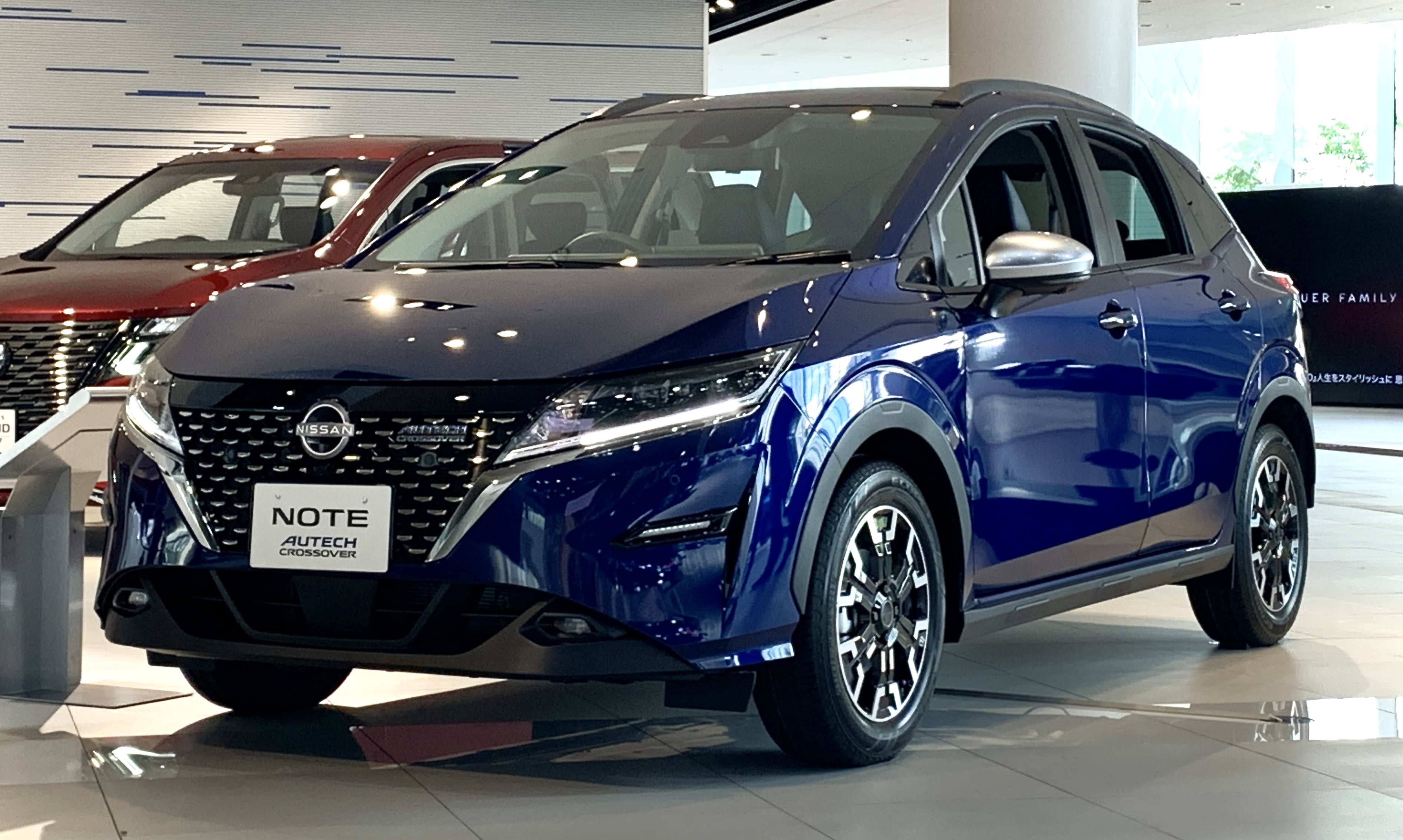
Avant
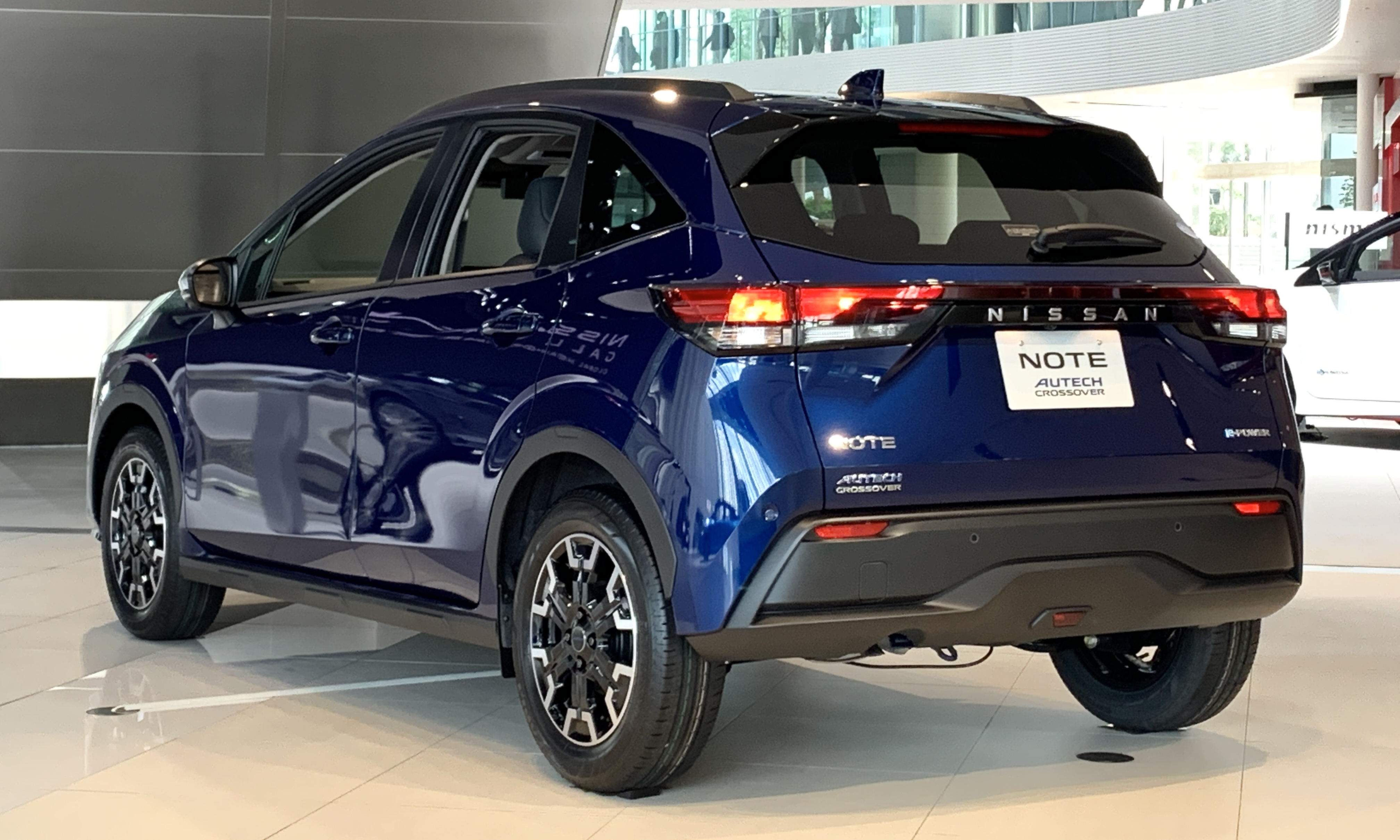
Arrière